# Leviviricetes
Leviviricetes è una classe di virus che infettano i procarioti. Contengono un genoma di RNA a filamento singolo positivo e sono quindi inclusi nel gruppo IV della classificazione di Baltimore. Sono caratterizzati da un capside privo di involucro virale e strutturalmente definito da una regolare simmetria icosaedrica. Secondo la metagenomica, questo gruppo è molto diffuso negli ambienti acquatici, terrestri e nel microbiota degli animali. Sono stati descritti due ordini. La sequenza delle loro proteine è molto divergente da altri virus e per questo motivo è stato suggerito che siano i virus a RNA più primitivi. I levivirus ei loro parenti sono probabilmente discendenti di repliconi primordiali del mondo a RNA. È stato proposto che siano antenati dei virus a RNA eucariotici o solo di alcuni gruppi di virus a RNA eucariotici.

## Tassonomia
La tassonomia stabilita dall'ICTV nel 2021 è la seguente:
- Classe Leviviricetes
  - Ordine Norzivirales
    - Famiglia Atkinsviridae
    - Famiglia Duinviridae
    - Famiglia Fiersviridae
    - Famiglia Solspiviridae

  - Ordine Timlovirales
    - Famiglia Blumeviridae
    - Famiglia Steitzviridae

  - Generi Incertae sedis
    - Genero Chimpevirus
    - Genero Hohglivirus
    - Genero Mahrahovirus
    - Genero Meihzavirus
    - Genero Nicedsevirus
    - Genero Sculuvirus
    - Genero Skrubnovirus
    - Genero Tetipavirus
    - Genero Winunavirus

## Morfologia e struttura
Sono virus isometrici, molto piccoli. Il suo capside ha 180 subunità di un singolo tipo di proteina. Alcuni potrebbero mancare di capsidi. Portano una proteina di maturazione, essenziale per la corretta formazione del capside e l'assemblaggio con l'RNA, e molto importante anche per il riconoscimento dell'ospite.

## Genoma
Il genoma è molto piccolo (3-4Kilobasi) e ha solo 4 geni: proteina di maturazione (Prot. A), proteina capsidica, replicasi (RNA-polimerasi RNA-dipendente) e proteina di lisi.
Inoltre, trasporta sequenze specifiche per il riconoscimento mediante replicasi. La proteina di lisi richiede un cambio in fase di lettura rispetto alle altre (Salto di +1 base), che le permette di avere le informazioni sovrapposte con gli altri geni.
Il genoma ha anche aree di complementarità interna, che lo rende piegato. Le estremità 3' e 5' sono protette dall'associazione con la proteina di maturazione.

## Ciclo di infezione

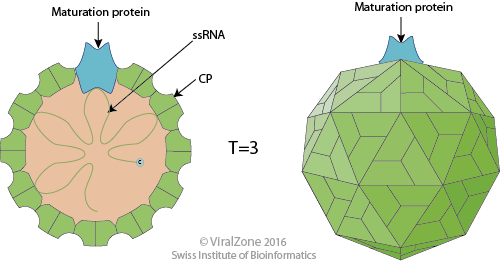
Disegno schematico di un virione da "Leviviridae" (sezione trasversale e vista laterale).

La proteina A riconosce la cellula ospite attraverso i suoi peli sessuali. Il virus si lega a loro e l'RNA associato alla proteina A viene indotto ad entrare nella cellula. Una volta all'interno, l'RNA viene letto come un messaggero dai ribosomi che tradurranno le sue informazioni.
Ora, il virus avrà bisogno di tradurre le informazioni in quantità diverse. Sarà necessaria molta traduzione della proteina strutturale, ma meno del resto. Viene utilizzato un meccanismo di regolazione che ha a che fare con la struttura terziaria dell'RNA.
Inizialmente, la regione che codifica per la proteina A è bloccata, in modo che non venga sintetizzata.
Al contrario, la proteina strutturale viene sintetizzata. Quando i ribosomi avanzano leggendo questa regione, la struttura terziaria viene annullata, facilitando la sua traduzione e rilasciando il sito di inizio della traduzione del gene della replicasi.
La proteina strutturale e la replicasi vengono tradotte, ma poiché è necessaria meno replicasi, non appena c'è abbastanza proteini. Strutturalmente, vari monomeri associano e bloccano la traduzione della replicasi.
La replicasi esercita la sua funzione, che è quella di replicare la catena di RNA (+) a una di RNA (-), e da questa, replicare nuove copie della catena di RNA (+), che possono funzionare come messaggeri o iniziare ad incapsidarsi.
La proteina di maturazione viene tradotta durante il processo di replicazione del filamento - in un +.  C'è un momento nel processo in cui la catena nascente ha il sito di inizio della traduzione libero, a cui si attacca un ribosoma.

## Assemblaggio e lisi
L'assemblaggio avviene automaticamente. La cellula è liscia e vengono rilasciati i virioni. Il processo di replicazione è molto efficace, si formano molti virioni.